# Tales of Ithiria
Tales of Ithiria es el cuarto álbum de estudio de la banda de metal medieval-sinfónico Haggard. Inicialmente, se tenía pensado llamar al álbum A Dark Winter's Tale, pero se optó por titularlo como es conocido. Con este álbum, Haggard deja la costumbre de grabar discos acerca de personajes históricos y comienza a centrarse en relatos fantásticos y un mundo imaginario lleno de guerras, batallas y con un ambiente medieval. Incluye el cover de la canción «Hijo de la luna», del grupo español Mecano, tomado del álbum  Entre el cielo y el suelo, aunque en los créditos del librillo no se reconoce la autoría de  José María Cano, sino que dice que es una canción tradicional, lo cual es información incorrecta.

## Temas
1. The origin
2. Chapter I - Tales of Ithiria
3. From deep within
4. Chapter II - Upon fallen autumn leaves
5. In des königs hallen (allegretto siciliano)
6. Chapter III - La terra santa
7. Vor dem sturme
8. Chapter IV - The sleeping child
9. Hijo de la luna
10. On these endless fields
11. Chapter V - The hidden sign

- Datos: Q1477718